# 1000 Airplanes on the Roof

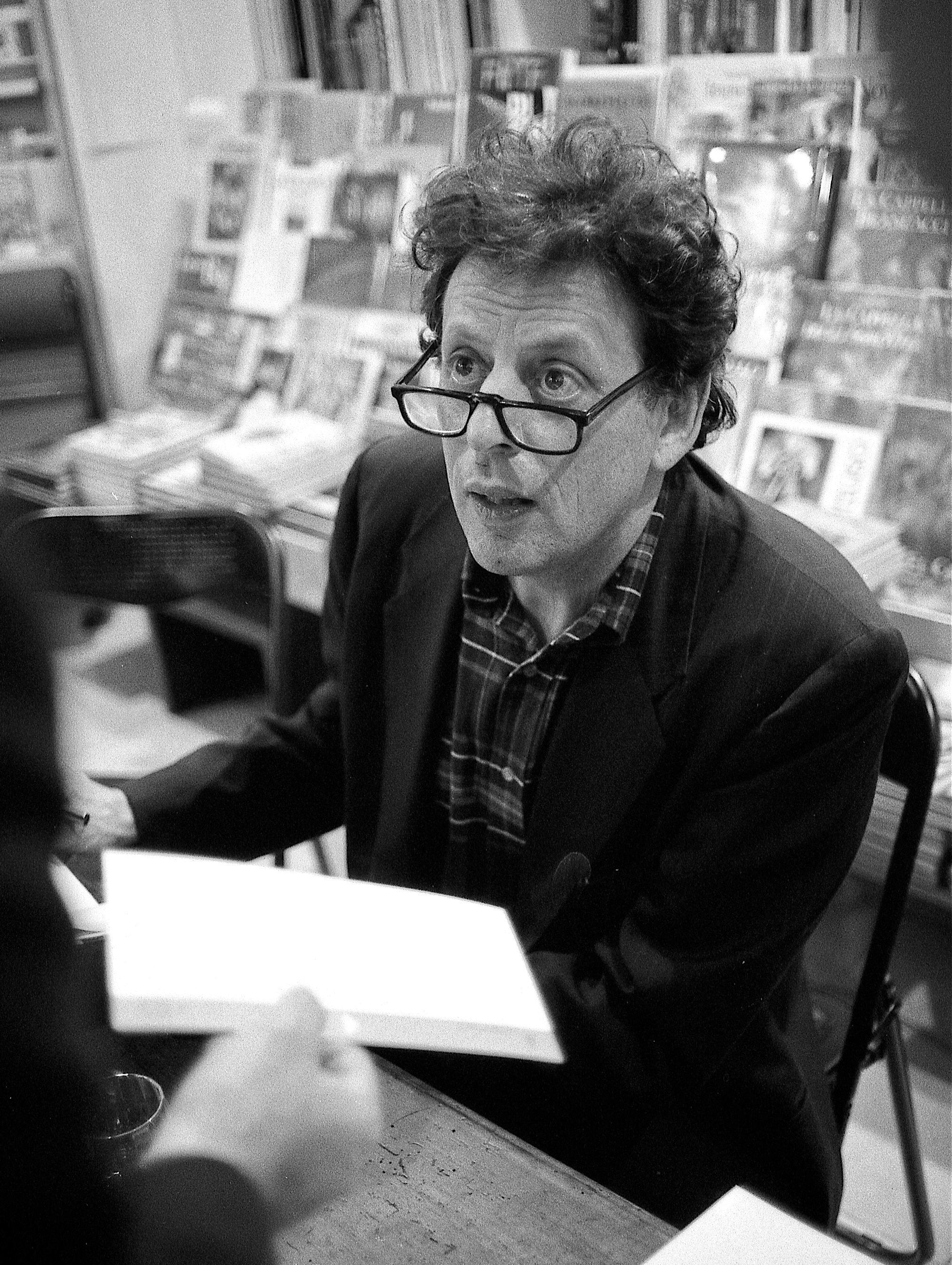
Philip Glass

1000 Airplanes on the Roof är en melodrama i en akt med musik av Philip Glass, libretto av David Henry Hwang och projektioner av Jerome Sirlin. Glass har beskrivit den som "ett science fiction-musikdrama".
Verket beställdes av Donau Festival, Krems an der Donau, The American Music Theater Festival i Philadelphia och Västberlins stadsfullmäktige  1988. Operan hade premiär den 15 juli 1988 på Wiens flygplats i hangar 3. I föreställningen ingick sånginslag av Linda Ronstadt och allt dirigerades av Michael Riesman. Premiären i USA ägde rum i september 1988 på The American Music Theater Festival i Philadelphia och följdes av en turné i 40 städer i USA och Kanada, inklusive New York, Boston, Chicago och Toronto, liksom i Glasgow i Skottland då staden var kulturhuvudstad.

## Handling
Handlingen utspelas i New York där en enda karaktär, "M", minns möten med utomjordiska livsformer och deras budskap:
"Det är bättre att glömma, det är poänglöst att minnas. Ingen kommer att tro dig. Du kommer beskyllas för rykten. Du kommer bli utfrusen."
I scenversionen agerar "M" i en tredimensionell, holografisk dekor. Rollen utförs av en aktör som pratar monologer till musik. Trots att "M" spelades av en skådespelare vid urpremiären har den senare framförts alternerande av den kvinnliga aktrisen Jodie Long och den manliga aktören Patrick O'Connell i flertalet av de amerikanska föreställningarna.

## Inspelning
- Philip Glass: 1000 Airplanes on the Roof (The Philip Glass Ensemble and Linda Ronstadt; Martin Goldray, Music Direction), 1989. Virgin 86106-2

## Bok
Librettot och bilder på dekor från premiären har publicerats i:
- Philip Glass, David Henry Hwang and Jerome Sirlin (Introduction by John Howell), 1001 Airplanes on the Roof, Salt Lake City: Peregrine Smith Book, 1989 ISBN 0-87905-343-7